# Anton Lindfors
Anton Lindfors (Porvoo, 22 aprile 1991) è uno snowboarder finlandese.

## Biografia
In Coppa del Mondo ha esordito il 12 settembre 2009 a Chapelco (44ª).
Nel 2014 ha debuttato alle Olimpiadi a Sochi concludendo in tredicesima posizione la gara di snowboard cross.
Nel 2018 ha preso parte ai XXIII Giochi olimpici invernali a Pyeongchang concludendo in nona posizione nella gara di snowboard cross.

## Palmarès

### Coppa del Mondo
- Miglior piazzamento nella Coppa del Mondo di snowboard cross: 7º nel 2014
- 1 podio:
  - 1 secondo posto